# Піранезі (роман)
«Піранезі» (англ. Piranesi) — фентезійний роман англійської письменниці Сюзанни Кларк, опублікований видавництвом Bloomsbury Publishing у 2020 році. Це другий роман Кларк після її дебютного твору «Джонатан Стрейндж та містер Норрелл» (2004), опублікованого шістнадцятьма роками раніше. Дія роману відбувається в паралельному всесвіті, що складається з сотень залів та вестибюлів, що спричиняє поступову втрату пам’яті та ідентичності у новачків. Історія розповідається через дослідницькі нотатки однойменного оповідача, який реконструює історію власного прибуття, досліджуючи цей світ. «Піранезі» здобув премію «Жіноча літературна премія» у 2021 році.

## Сюжет
Піранезі живе у місці, яке називає Будинком, — світі, що складається з нескінченних залів та вестибюлів, прикрашених статуями, жодна з яких не схожа на іншу. Верхній рівень Будинку наповнений хмарами, а нижній — океаном, який час від часу затоплює середній рівень, слідуючи припливам, які Піранезі ретельно відстежує. Він вірить, що завжди жив у Будинку і що у світі існує лише п’ятнадцять людей, усі, крім двох, давно померли й перетворилися на скелети. Піранезі щодня робить записи у своїх щоденниках, текст яких і складає роман.
Двічі на тиждень Піранезі зустрічається з Іншим — чоловіком у добротному одязі, який заручається його допомогою у пошуках «Великого і Таємного Знання», прихованого десь у Будинку. Інший час від часу приносить Піранезі припаси, які, схоже, походять з-поза Будинку, такі як взуття, електричні ліхтарики та полівітаміни. Коли Піранезі пропонує відмовитися від пошуків Великого і Таємного Знання, Інший каже, що вони вже вели цю розмову раніше, і попереджає Піранезі, що Будинок поступово руйнує спогади та особистість.
Інший попереджає Піранезі, що шістнадцята людина, яку обидва називають «16», може увійти до Будинку, щоб заподіяти йому шкоду, і що він не повинен наближатися до 16 ні за яких обставин, інакше втратить глузд. Піранезі зустрічає літнього незнайомця, якого називає Пророком, який ідентифікує Іншого як Кеттерлі — суперника, який вкрав його ідеї про Знання. Пророк стверджує, що Будинок — це «розподільчий світ», утворений ідеями, що витікають з іншого світу. Він заявляє, що проведе 16 до Будинку, щоб нашкодити Кеттерлі.
Індексуючи свої щоденники, Піранезі виявляє посилання на записи, яких він не пам'ятає, що містять терміни, згадані Пророком. Записи розповідають історію окультиста із сучасного світу, на ім'я Лоуренс Арн-Сейлс, який припустив, що існують інші світи, до яких можна отримати доступ; Кеттерлі був одним із його учнів. Арн-Сейлс сприяв формуванню культового менталітету серед своїх послідовників і зрештою був ув'язнений за викрадення чоловіка, на ім'я Джеймс Ріттер. Пізніше Ріттер розповів, що його тримали в полоні в місці, схожому на Будинок.
Піранезі виявляє, що 16 увійшла до Будинку, і залишає повідомлення. Піранезі уникає читання відповіді 16, але зі спілкування з Іншим стає зрозуміло, що це жінка, на ім'я Рафаель. Дізнавшись, що рідкісне злиття припливів незабаром затопить середній рівень Будинку, Піранезі залишає попередження для 16 і виявляє від неї повідомлення з питанням: «Ви Метью Роуз Соренсен?». Прочитавши ім'я, Піранезі бачить видіння, як він стоїть у сучасному місті.
Подальші дослідження в щоденниках Піранезі показують, що хтось знищив усі записи, що стосуються Кеттерлі. Піранезі збирає знищені сторінки з клаптиків, знайдених у гніздах чайок, і дізнається правдиву історію про те, як він потрапив до Будинку: він був Метью Роузом Соренсеном, журналістом, який писав книгу про Арн-Сейлса. Коли Соренсен прийшов на інтерв'ю до Кеттерлі, той використав ритуал, щоб ув'язнити його в Будинку, де він поступово втратив пам'ять і створив нову особистість, яку Кеттерлі насмішкувато назвав Піранезі.
У день повені Піранезі стикається з Кеттерлі, відновивши свої спогади, якраз коли Рафаель повертається, щоб знайти його. Кеттерлі намагається вбити їх обох, але тоне в потоці води. Після того, як вода сходить, Рафаель пояснює, що вона — детектив британської поліції, яка розслідує зникнення, пов'язані з культом Арн-Сейлса. Вона просить Піранезі повернутися у свій рідний світ, де його родина вже шість років, відколи він зник з Лондона, гадає, що з ним сталося. Після довгих роздумів він вирішує покинути Будинок.
В епілозі оповідач адаптувався до життя у своєму рідному світі, але часто повертається до Будинку. Він приводить Джеймса Ріттера, щоб показати йому Будинок, доглядає тіло Кеттерлі та приєднується до Рафаеля, коли та відвідує Будинок. Він розмірковує про те, що він більше не є ні Соренсеном, ні Піранезі, а має побудувати третю особистість з уламків двох інших.

## Передумови та публікація
"Піранезі" — довгоочікуваний другий роман Сюзанни Кларк, авторки бестселера "Джонатан Стрейндж та містер Норрелл" (2004). Після успіху дебюту Кларк зіткнулася з синдромом хронічної втоми, що ускладнило її письменницьку діяльність. Вона працювала над кількома проєктами, але жоден з них не був завершений.
Візит на знімальний майданчик екранізації "Джонатана Стрейнджа..." надихнув Кларк повернутися до старого проєкту — "Піранезі". Цей роман, за її словами, був "більш керованим" і не вимагав масштабних досліджень, як її попередня книга.
"Піранезі" побачив світ у вересні 2020 року у форматах паперової книги, електронної книги та аудіокниги (озвученої Чівeтелем Еджиофором) англійською мовою. В Україні роман вийшов друком у 2023 році у видавництві "РМ" у перекладі Марії Пухлій.

## Алюзії
Назва роману є алюзією на творчість італійського художника XVIII століття Джованні Баттіста Піранезі, який створив серію з шістнадцяти гравюр під назвою «Уявні в'язниці». На них зображені величезні підземні склепіння зі сходами та потужними механізмами, що перегукується з нескінченними залами Будинку у романі Кларк.
У романі міститься декілька посилань на серію романів Клайва Стейплза Льюїса «Хроніки Нарнії». У розділі «Статуї» першої частини оповідач згадує сон про фавна, «що стояв у засніженому лісі й розмовляв з дівчинкою». Це, ймовірно, відсилання до зустрічі Люсі Певенсі з фавном паном Тумнусом у романі «Лев, Біла Відьма та шафа». Описуючи персонажа доктора Валентайна Ендрю Кеттерлі, текст зазначає, що він є сином «Ранульфа Ендрю Кеттерлі» і що «Кеттерлі — це старовинний рід з Дорсетширу». Імена та опис сім'ї нагадують Ендрю Кеттерлі, ключового персонажа роману «Небіж чаклуна», який описує свою сім'ю як «дуже старовинний рід. Старовинний рід з Дорсетширу». Цей зв'язок посилюється цитатою з «Чаклунського племінника», наведеною на початку роману, яку також вимовляє Ендрю Кеттерлі. Крім того, існує кілька подібностей між Будинком Піранезі та так званим «Лісом між світами» з «Чаклунського племінника». Обидва світи є альтернативними (відмінними від нашого) і досяжними надприродними засобами, обидва містять життя, але менш різноманітне, ніж у вихідних світах персонажів, і обидва викликають стан забуття у новачків, змушуючи їх вірити, що вони завжди були в новому, надприродному світі.
Історію Піранезі також порівнюють з платонівською алегорією печери. У романі Кларк Піранезі замкнений у світі, наповненому лише статуями, що символізують ширшу реальність, про яку він одночасно не знає. В алегорії Платона персонаж, який не знає про зовнішній світ, ув'язнений у темній печері, де бачить лише тіні, що є відображенням реального світу, спроєктовані на стіну печери.
"Піранезі" також містить алюзії на творчість Хорхе Луїса Борхеса, зокрема на його оповідання «Вавилонська бібліотека» та «Будинок Астерія», про що Кларк згадувала в інтерв'ю.

## Екранізація
У червні 2024 року студія анімації Laika оголосила про придбання прав на екранізацію роману "Піранезі". Режисером анімаційного фільму стане Тревіс Найт.